# クリスティアン・パルシュ
クリスティアン・パルシュ、パルシュ・クリスティアーン（Krisztián Pars、1982年2月18日 - ）はハンガリーの陸上競技選手、専門はハンマー投。2012年ロンドンオリンピック男子ハンマー投金メダリスト。2011年世界陸上選手権男子ハンマー投銀メダリスト。2005、2006、2009年ハンガリー選手権ハンマー投優勝者。身長188cm、体重117kg。ヴァシュ県ケルメンド出身。

## 来歴
2001年9月ソンバトヘイの競技会で記録した、81m35のジュニア世界記録（6kg）を保持していた。2008年8月17日、2008年北京オリンピックでは80m96の記録を残し4位となったが、2008年12月にワディム・デフヤトフスキーとイワン・チホンがドーピングにより失格となったため、一旦は2位に繰り上がることが発表されたが、スポーツ仲裁裁判所により2010年6月10日に処分が撤回されたため銀メダル獲得はならなかった。
2012年8月5日、ロンドンオリンピックで出場選手でただ一人80mを超える80m59cmの記録で金メダルを獲得。2014年8月16日、ヨーロッパ選手権で当季世界最高記録となる82m69で2連覇を果たした。
2018年4月、ドーピング違反で2019年7月までの資格停止処分を受けた。

## 主な戦績
| 年度 | 大会名                             | 開催地                        | 順位 | 記録  |
| ---- | ---------------------------------- | ----------------------------- | ---- | ----- |
| 1999 | 世界ユース陸上競技選手権           | ビドゴシチ（ ポーランド）     | 優勝 | 74m76 |
| 2004 | アテネオリンピック                 | アテネ（ ギリシャ）           | 5位  | 78m73 |
| 2004 | IAAFワールドアスレチックファイナル | ソンバトヘイ（ ハンガリー）   | 3位  | 79m17 |
| 2005 | 世界陸上競技選手権                 | ヘルシンキ（ フィンランド）   | 7位  | 78m03 |
| 2005 | IAAFワールドアスレチックファイナル | ソンバトヘイ（ ハンガリー）   | 4位  | 78m32 |
| 2006 | ヨーロッパ陸上競技選手権           | イェーテボリ（ スウェーデン） | 6位  | 78m34 |
| 2006 | IAAFワールドアスレチックファイナル | シュトゥットガルト（ ドイツ） | 3位  | 80m41 |
| 2007 | 世界陸上競技選手権                 | 大阪（ 日本）                 | 5位  | 80m93 |
| 2007 | IAAFワールドアスレチックファイナル | シュトゥットガルト（ ドイツ） | 2位  | 78m42 |
| 2008 | 北京オリンピック                   | 北京（ 中華人民共和国）       | 4位  | 80m96 |
| 2008 | IAAFワールドアスレチックファイナル | シュトゥットガルト（ ドイツ） | 2位  | 79m37 |
| 2009 | 世界陸上競技選手権                 | ベルリン（ ドイツ）           | 4位  | 77m45 |
| 2009 | IAAFワールドアスレチックファイナル | テッサロニキ（ ギリシャ）     | 3位  | 77m49 |
| 2011 | 世界陸上競技選手権                 | 大邱（ 韓国）                 | 2位  | 81m18 |
| 2012 | ヨーロッパ選手権                   | ヘルシンキ（ フィンランド）   | 1位  | 79m72 |
| 2012 | ロンドンオリンピック               | ロンドン（ イギリス）         | 1位  | 80m59 |
| 2013 | 世界陸上競技選手権                 | モスクワ（ ロシア）           | 2位  | 80m30 |
| 2014 | ヨーロッパ選手権                   | チューリッヒ（ スイス）       | 1位  | 82m69 |
| 2015 | 世界陸上競技選手権                 | 北京（ 中国）                 | 4位  | 77m32 |

## 記録
- ハンマー投
  - 7.260kg - 82m69（2014年8月、チューリッヒ）
  - 6kg - 81m34（2001年9月、ソンバトヘイ）
  - 5kg - 74m76（1999年7月、ブィドゴシュチュ）
- 砲丸投
  - 15m60（2005年1月）
- 円盤投
  - 53m80（2006年9月、ソンバトヘイ）